# Andouillé
Andouillé és un municipi francès situat al departament de Mayenne i a la regió de País del Loira. L'any 2007 tenia 2.321 habitants.

## Demografia

### Població
El 2007 la població de fet d'Andouillé era de 2.321 persones. Hi havia 916 famílies de les quals 265 eren unipersonals (100 homes vivint sols i 165 dones vivint soles), 289 parelles sense fills, 326 parelles amb fills i 36 famílies monoparentals amb fills.
La població ha evolucionat segons el següent gràfic:
Habitants censats

### Habitatges
El 2007 hi havia 1.045 habitatges, 923 eren l'habitatge principal de la família, 65 eren segones residències i 57 estaven desocupats. 955 eren cases i 82 eren apartaments. Dels 923 habitatges principals, 636 estaven ocupats pels seus propietaris, 274 estaven llogats i ocupats pels llogaters i 13 estaven cedits a títol gratuït; 11 tenien una cambra, 68 en tenien dues, 192 en tenien tres, 251 en tenien quatre i 401 en tenien cinc o més. 665 habitatges disposaven pel capbaix d'una plaça de pàrquing. A 444 habitatges hi havia un automòbil i a 391 n'hi havia dos o més.

### Piràmide de població
La piràmide de població per edats i sexe el 2009 era:
| Homes | Edats   | Dones |
| ----- | ------- | ----- |
| 0     | 95 o +  | 0     |
| 4     | 90 a 94 | 4     |
| 20    | 85 a 89 | 16    |
| 16    | 80 a 84 | 20    |
| 32    | 75 a 79 | 92    |
| 52    | 70 a 74 | 68    |
| 48    | 65 a 69 | 52    |
| 48    | 60 a 64 | 56    |
| 16    | 55 a 59 | 32    |
| 56    | 50 a 54 | 52    |
| 44    | 45 a 49 | 48    |
| 80    | 40 a 44 | 64    |
| 88    | 35 a 39 | 76    |
| 84    | 30 a 34 | 76    |
| 56    | 25 a 29 | 64    |
| 52    | 20 a 24 | 56    |
| 44    | 15 a 19 | 64    |
| 92    | 10 a 14 | 44    |
| 72    | 5 a 9   | 92    |
| 84    | 0 a 4   | 60    |

## Economia
El 2007 la població en edat de treballar era de 1.377 persones, 1.063 eren actives i 314 eren inactives. De les 1.063 persones actives 1.017 estaven ocupades (548 homes i 469 dones) i 46 estaven aturades (26 homes i 20 dones). De les 314 persones inactives 113 estaven jubilades, 136 estaven estudiant i 65 estaven classificades com a «altres inactius».

### Ingressos
El 2009 a Andouillé hi havia 923 unitats fiscals que integraven 2.316,5 persones, la mediana anual d'ingressos fiscals per persona era de 16.756 €.

### Activitats econòmiques
Dels 94 establiments que hi havia el 2007, 2 eren d'empreses extractives, 2 d'empreses alimentàries, 3 d'empreses de fabricació de material elèctric, 5 d'empreses de fabricació d'altres productes industrials, 12 d'empreses de construcció, 18 d'empreses de comerç i reparació d'automòbils, 4 d'empreses de transport, 6 d'empreses d'hostatgeria i restauració, 4 d'empreses financeres, 6 d'empreses immobiliàries, 13 d'empreses de serveis, 13 d'entitats de l'administració pública i 6 d'empreses classificades com a «altres activitats de serveis».
Dels 33 establiments de servei als particulars que hi havia el 2009, 1 era una gendarmeria, 1 oficina de correu, 2 oficines bancàries, 4 tallers de reparació d'automòbils i de material agrícola, 1 taller d'inspecció tècnica de vehicles, 1 autoescola, 1 paleta, 2 guixaires pintors, 4 fusteries, 2 lampisteries, 3 electricistes, 3 perruqueries, 4 veterinaris, 1 restaurant i 3 agències immobiliàries.
Dels 7 establiments comercials que hi havia el 2009, 1 era una botiga de més de 120 m², 2 fleques, 1 una carnisseria, 1 una llibreria, 1 una botiga de roba i 1 una floristeria.
L'any 2000 a Andouillé hi havia 61 explotacions agrícoles que ocupaven un total de 2.592 hectàrees.

## Equipaments sanitaris i escolars
El 2009 hi havia 1 centre de salut, 1 farmàcia i 1 ambulància.
El 2009 hi havia 1 escola maternal i 2 escoles elementals. Andouillé disposava d'un col·legi d'educació secundària amb 327 alumnes.

## Poblacions més properes
El següent diagrama mostra les poblacions més properes.